# 下科尔施泰滕
下科尔施泰滕是奥地利布尔根兰州上瓦特县的一个市镇。总面积29.14平方公里，总人口1103人，人口密度37.9人/平方公里（2001年）。